# 8303 Miyaji
8303 Miyaji è un asteroide della fascia principale. Scoperto nel 1995, presenta un'orbita caratterizzata da un semiasse maggiore pari a 2,2141638 UA e da un'eccentricità di 0,0709436, inclinata di 3,17824° rispetto all'eclittica.